# Georg von Bodungen
Georg von Bodungen (* 8. Oktober 1572 in Martinfeld; † 11. Februar 1655) war ein fürstlich-braunschweig-lüneburgischer Hofmarschall.

## Leben und Wirken
Er war der Sohn von Burchard von Bodungen, kurmainzischer Amtmann zu Gieboldehausen und wurde evangelisch getauft. Sein Taufpate war Caspar von Berlepsch, kurmainzischer Oberamtmann des Eichsfeldes. Gemeinsam mit seinem Bruder Werner von Bodungen besuchte er vier Jahre die Universität Helmstedt. 1589 wechselte er zur Universität Marburg. Von dort rief ihn sein Vater nach gut zwei Jahren zurück, damit er 1592 als Hofjunker in den Dienst des Herzogs Philipp von Braunschweig-Lüneburg in Katlenburg träte. Er blieb bis zum Tod des Herzogs am 4. April 1596 an dessen Seite und drückte ihm die Augen zu. Danach wurde er Hofjunker bei dessen Amtsnachfolger Herzog Heinrich Julius von Braunschweig-Wolfenbüttel in Wolfenbüttel und in Prag und nahm an dessen Kriegszug gegen die Niederlande teil.
1613 heiratete Bodungen Agnes Elisabeth von Hardenberg, Schwester des Obristen Hans Christoph von Hardenberg aus dem Hause Hardenberg. Deren gemeinsame Tochter heiratete später Philipp Sigismund von Veltheim auf Harbke.
1614 erfolgte für sechs Jahre seine Ernennung zum Amtmann und Pfandbesitzer von Uslar durch Friedrich Ulrich von Braunschweig. Noch vor Ablauf der Zeit wurde er 1619 Hofmarschall und Drost des Herzogs Philipp Sigismund von Braunschweig-Wolfenbüttel, Bischof von Osnabrück und Verden. Von 1623 bis 1626 verwaltete erneut das Amt Uslar im Auftrag des Herzogs Friedrich Ulrich, musste sich dann aber aufgrund der Kriegsereignisse von dort auf seine eigenen Besitzungen zurückziehen.